# Lukáš Smolka
Lukas Smolka (ur. 13 marca 1980 w Ostrawie) – czeski hokeista.

## Kariera
- HC Vítkovice U20 (1999–2000)
- Sareza Ostrawa (2000–2002)
- HC Vítkovice (2001)
- HK Nitra (2003)
- HC Kometa Brno (2003–2004)
- HC Havířov (2004–2005)
- EHC Freiburg (2005–2006)
- EHC Schönheide (2006)
- Podhale Nowy Targ (2006)
- HC 05 Banská Bystrica (2006–2007)
- ESC Halle 04 (2007–2008)
- HC Poruba (2008–2009)
- Hannover Indians (2009)
- Höchstadter EC (2009–2011)
- CG Puigcerdà (2011–2012)
- HC Karvina (2012–2013)
- HC Valašské Meziříčí (2013/2014)
- EHC Jonsdorfer Falken (2013/2014)
- HC Valašské Meziříčí (2014/2015)